# Horch 25-60 PS
La 25/60 PS Typ M era un'autovettura di lusso prodotta dal 1914 al 1922 dalla Casa automobilistica tedesca Horch.

## Storia e profilo
La vettura non era altro che un'evoluzione del modello 25/55 PS che si accingeva a sostituire: il progetto rimase dunque ancora quello originario di August Horch, poco prima che questi venisse costretto a dimettersi a causa del suo presunto sperpero di denaro dell'azienda per esperimenti e tentativi di innovazione continua. Del modello precedente la 25/60 PS conservò il telaio a longheroni e traverse in acciaio stampato, a cui andarono a fissarsi il motore ed i restanti organi meccanici. Invariate anche le soluzioni relative alla meccanica telaistica (sospensioni ad assale rigido con molle a balestra, freno di stazionamento a ganascia sulle ruote posteriori, freno di servizio agente sull'albero di trasmissione, come pure il cambio a 4 marce con frizione conica ad attrito.

Le novità stavano invece nel motore, sempre un'unità a 4 cilindri, ma non più di tipo biblocco, bensì a monoblocco. Tale motore manteneva invariata la cilindrata di 6437 cm³ (alesaggio e corsa 115x155 mm), ma proponeva inoltre un nuovo schema di distribuzione, dove la vecchia soluzione di tipo IOE lasciò il posto ad un meno arcaico sistema a valvole laterali. Anche lo stesso asse a camme, che prima era mosso mediante ingranaggi, nella nuova vettura utilizzava una catena. Rimasero immutate altre soluzioni come l'albero a gomiti su 3 supporti di banco o come l'accensione a doppia candela per cilindro. Così configurato, questo motore riusciva a spuntare prestazioni leggermente superiori, portandosi dai precedenti 55 CV a 60 CV raggiunti a 1800 giri/min, sufficienti per permettere alla vettura di raggiungere una velocità massima di 110 km/h.

Disponibile in due varianti di carrozzeria (double phaeton e limousine), la 25/60 PS fu prodotta nel periodo dello scoppio della prima guerra mondiale e successivamente al termine della stessa, poiché a quel punto, le difficili condizioni economiche, che imperversavano un po' in tutti i Paesi coinvolti nel conflitto, imposero alla Casa di Zwickau di proporre nel listino del dopoguerra alcuni modelli risalenti al periodo pre-bellico. In quest'ultima fase della sua carriera commerciale, la Horch 25/60 PS beneficiò di alcune migliorie, come ad esempio il sistema di illuminazione (1921 e il sistema di avviamento (1922), entrambi di tipo elettrico.

La vettura fu prodotta in 122 esemplari: al termine della sua produzione non vi fu un'immediata erede, poiché il modello che l'avrebbe sostituita sarebbe infatti arrivato solo nel 1926 e fu la Typ 303 con motore sempre da 60 CV, appartenente alla grande gamma delle Horch 8.